# آمالیا ینگویان
آمالیا ساشیکی ینگویان (ارمنی: Ամալյա Սաշիկի Ենգոյան؛  زادهٔ ۲۲ مارس ۱۹۵۹) دولتمرد اهل ارمنستان است.

## زندگی‌نامه
وی در ۲۲ مارس ۱۹۵۹ در لنیناکان به دنیا آمد و از دانشگاه دولتی ایروان و دانشگاه ملی علوم کشاورزی ارمنستان فارغ‌التحصیل گشت. همچنین برندهٔ جوایزی همچون مدال یادبود نخست‌وزیر ارمنستان () و مدال گارگین نژده () شده است.